# Пищалино (Грязовецкий район)
Пищалино — деревня в Грязовецком районе Вологодской области.
Входит в состав Юровского муниципального образования, с точки зрения административно-территориального деления — в Минькинский сельсовет.
Расстояние до районного центра Грязовца по автодороге — 42 км, до центра муниципального образования Юрово по прямой — 12 км. Ближайшие населённые пункты — Феклица, Вайдаш, Басино.
По данным переписи в 2002 году постоянного населения не было.